# Niels Nørløv Hansen
Niels Nørløv Hansen (født 28. februar 1973 i Roskilde) er en dansk filminstruktør, uddannet fra Den Danske Filmskole i 2001.

## Filmografi

### Film
- Olsen-banden Junior (2001) − Instruktørassistent
- Halalabad Blues (2002) − Indspilningsleder
- Kongekabale (2004) − Indspilningsleder
- Pusher II (2004) − Instruktørassistent
- Bølle Bob og Smukke Sally (2005) − Instruktørassistent, indspilningsleder
- Pusher 3 (2005) − Instruktørassistent
- Veninder (2005) − Indspilningsleder
- Råzone (2006) − Skuespiller
- De fortabte sjæles ø (2007) − Indspilningsleder
- Anja og Viktor - Brændende kærlighed (2007) − Instruktør, historie
- Oldboys (2009) − Teknisk instruktør
- Sandheden om mænd (2010) − Indspilningsleder, skuespiller
- Smukke mennesker (2010) − Instruktørassistent, indspilningsleder
- Min bedste fjende (2010) − Instruktørassistent, indspilningsleder
- Klassefesten (2011) − Instruktør
- Min søsters børn og guldgraverne (2015) − Instruktør

### Tv-serier
- 2900 Happiness, afsnit 6-11 (2008) − Instruktør
- Sommer, afsnit 17-18 (2008) − Instruktør
- Den som dræber, afsnit 2-3 (2010) − Instruktør